# Hawthorne of the U.S.A.
Hawthorne of the U.S.A. er en amerikansk stumfilm fra 1919 af James Cruze.

## Medvirkende
- Wallace Reid som Anthony Hamilton Hawthorne
- Lila Lee som Irma
- Harrison Ford som Rodney Blake
- Tully Marshall som Nitchi
- Charles Ogle